# Membrana (costruzioni)

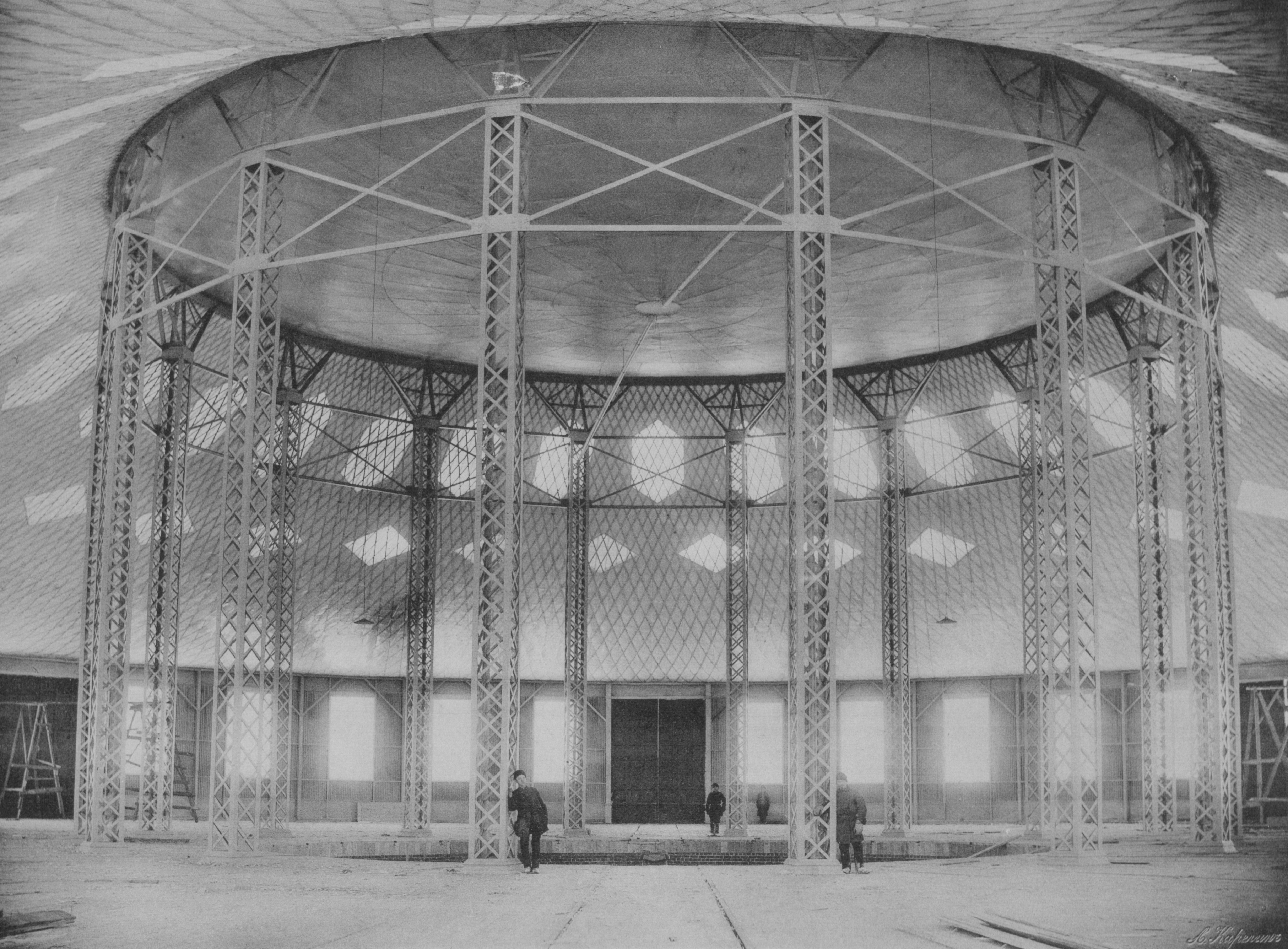
Una struttura a membrana realizzata in acciaio e materiale tensile.

La membrana è un modello utilizzato nella scienza delle costruzioni. 
Il modello della membrana corrisponde in generale a quello di un guscio (o, nel caso particolare in cui sia rappresentabile mediante una superficie piana, a quello di una piastra) il cui spessore è molto piccolo rispetto agli spostamenti ottenibili nel campo elastico. 
Può essere utilizzato ad esempio per rappresentare la pelle tesa su un rullante e studiarne il comportamento quando venga sottoposta a sollecitazioni di vario tipo. Non può essere utilizzato il modello della membrana invece per rappresentare e studiare il comportamento del solaio in calcestruzzo di una camera, i cui spostamenti sono certamente molto inferiori al suo spessore.
Rispetto al modello del guscio risulta semplificata la valutazione dello stato tensionale e di deformazione delle membrane, grazie al fatto che possono essere trascurate le reazioni flessionali del materiale.